# Coenochilus glabripennis
Coenochilus glabripennis är en skalbaggsart som beskrevs av Moser 1913. Coenochilus glabripennis ingår i släktet Coenochilus och familjen Cetoniidae. Inga underarter finns listade i Catalogue of Life.